# San Ramón (estación)
San Ramón es una estación ferroviaria que forma parte de la Línea 4A  de la red del Metro de Santiago de Chile. Se encuentra por trinchera en la Autopista Vespucio Sur entre las estaciones Santa Rosa y La Cisterna, en la comuna de San Ramón. 

## Características y entorno
En su entorno cercano se encuentra la Municipalidad de San Ramón y el Parque La Bandera. La estación posee una afluencia diaria promedio de 7138 pasajeros.
La estación sufrió un incendio el 18 de octubre de 2019, en el marco de las protestas en Chile de 2019. Resultó afectada la mezzanina y la boletería de la estación, lo que impidió su funcionamiento hasta el 17 de agosto de 2020, cuando fue reabierta.

### Accesos
| Acceso | Intersección                               |
| ------ | ------------------------------------------ |
| A      | Av. Américo Vespucio con Carlos Dávila     |
| B      | Av. Américo Vespucio con Almirante Latorre |

## Origen etimológico
Su nombre proviene de la comuna de San Ramón, en la que se encuentra la estación. En su pictograma no utilizado, la estación era representada por el perfil de las dos copas de agua que se ubicaban en el sector.

## Galería

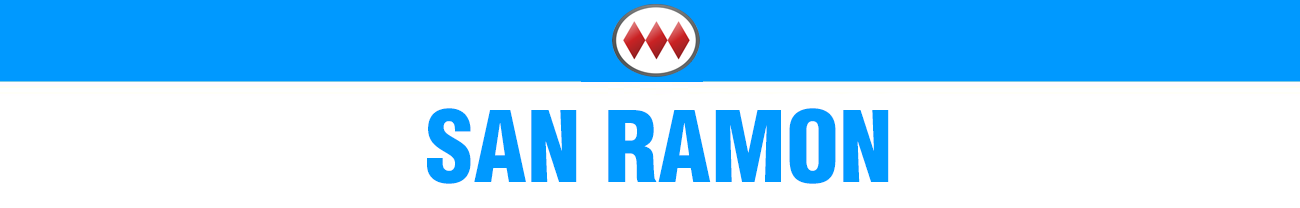
Cenefa utilizada actualmente en los andenes.
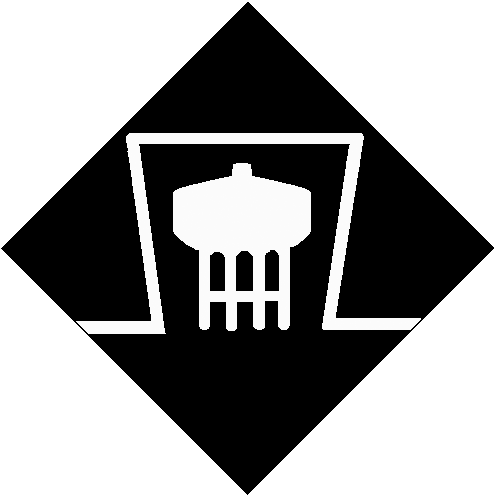
Diseño (no utilizado) del símbolo identificatorio de la estación, cuando estaba propuesta como extensión de la Línea 2.

## Conexión con Red Metropolitana de Movilidad
La estación posee 2 paraderos de Red en sus alrededores, los cuales corresponden a:
| Paradero/ Código                   | Recorridos                                                                 |
| ---------------------------------- | -------------------------------------------------------------------------- |
| Parada 1 / Metro San Ramón (PG217) | 118 (La Florida) - 211 (La Florida) - 262n (Metro Macul) - G11 (Lo Blanco) |
| Parada 2 / Metro San Ramón (PG198) | 118 (Maipú) - 211 (Nos) - 262n (Villa España) - G11 (Metro Lo Ovalle)      |